# خوان إيسيدرو مورينو
خوان إيسيدرو مورينو هو شاعر دومينيكاني، ولد في 6 أغسطس 1924، وتوفي في 4 يناير 2015 في سانتياغو دي لوس كاباليروس في جمهورية الدومينيكان.